# Erodium atlanticum
Erodium atlanticum là một loài thực vật có hoa trong họ Mỏ hạc. Loài này được Coss. mô tả khoa học đầu tiên năm 1875.